# 宣伝第一
『宣伝第一』（せんでんだいいち、The Half-Naked Truth）は、グレゴリー・ラ・カヴァが監督した、ヘイズ・コード導入以前のプレコード時代の1932年に制作されたアメリカ合衆国の映画で、主演のリー・トレイシーはサーカスの呼び込み屋となり、ルーペ・ヴェレスが演じる刺激的なフーチー・クーチーの踊り子であるガールフレンドを使って一芝居を打ち、フランク・モーガンが演じる興行主が取り仕切るブロードウェイの大規模なレヴューに出演させる。この映画は1932年12月16日にRKOラジオ映画によって公開された。

## あらすじ
ジミー・ベイツは宣伝屋。ある日、屋台を営む娘テレジタを見出し、カーネル・マンディのサーカスに踊り子として売り込んだところ、自分もサーカスの宣伝担当に採用される。ある町での興行で、あらぬ噂を流してサーカスは大入りとなるが、計略が露見して一座は街から逃げ出す羽目になる。テレジタとニューヨークへ出たベイツは、彼女を、トルコの後宮から逃げ出したエキゾティカ公女と称して売り出す仕掛けをする。

## キャスト
おもな配役
- ルーペ・ヴェレス（ルーペ・ベレス） - テレジタ (Teresita)
- リー・トレイシー - ジミー・ベイツ (Jimmy Bates)
- ユージン・ポーレット（ユージン・パレット） - アキリーズ (Achilles)
- フランク・モーガン - マール・ファーレル (Merle Farrell)
- シャーリー・チャンバース（英語版） - グラディス (Gladys)、別名エラ・ビービー (Ella Beebee)
- フランクリン・パングボーン - ホテルの従業員、ウェルバートン氏 (Mr. Wellburton - Hotel Clerk)
- ロバート・マッケンジー（英語版） - カーネル・マンディ (Colonel Munday)
- メアリ・メイソン (Mary Mason) - ファーレルの秘書

このほか、フランク・オースティン、ブルックス・ベネディクト、チャールズ・ダウ・クラーク、ジェームズ・ドンラン、ジェイ・イートン、ベス・フラワーズ、テレサ・ハリス、トーマス・E・ジャクソン、フランク・マーロウ、シリル・リング、ヘンリー・ロケモアなどが、クレジットなしで出演しており、この作品の音楽を担当したマックス・スタイナーも指揮者役でクレジットなしで登場する。